# Arctic (Film)
Arctic ist ein isländisches Filmdrama des Regisseurs Joe Penna von 2018. Es spielt in einer unbewohnten arktischen Gegend und handelt von einem Mann, der als einziger Überlebender eines Flugzeugabsturzes eine zu seiner Rettung gekommene, aber dabei ebenfalls verunglückte Frau mit einem Schlitten zu einem rettenden Ort transportieren will.

## Handlung
Nach dem Absturz eines Passagierflugzeuges in einer unbesiedelten, arktischen, stark verschneiten und vereisten Gebirgsregion ist der Pilot Overgård der einzige Überlebende. Er wohnt im zerbrochenen Rumpf des Flugzeugs und ernährt sich von rohem Fisch aus einem nahegelegenen gefrorenen See. Die Kälte setzt ihm so zu, dass ihm schon mindestens zwei Zehen erfroren sind. Auf Rettung hoffend, hat er in das Eis ein riesiges SOS-Zeichen gegraben und setzt regelmäßig mit einem speziellen Gerät Funksignale ab. Diese helfen eines Tages einem Hubschrauber, ihn zu lokalisieren. Beim Landeanflug stürzt der Hubschrauber jedoch im Sturm ab, wobei der Pilot stirbt und die Kopilotin schwer verletzt wird. Overgård verarztet notdürftig ihre Schnittwunde am Bauch und bringt sie in sein Flugzeug. Kommunikation ist wegen ihres Erschöpfungszustands und der unterschiedlichen Sprachen kaum möglich. Nachdem er im Hubschrauber einen Eisschlitten, einen Gaskocher, wenige Lebensmittel und eine – weitgehend unbeschriftete – Landkarte der Region gefunden hat, entschließt er sich, die Frau über mehrere Kilometer hinweg zu einem Rettungspunkt zu bringen. Er zieht den Schlitten mit der Frau, die in einem Schlafsack liegt, hinter sich her. Nach einigen Kilometern muss er erkennen, dass er einen felsigen Berg mit dem Schlitten nicht überwinden kann. Deshalb ist er gezwungen, einen großen Umweg zu gehen. Er übernachtet mit der Frau teils in Höhlen aus Schnee oder Fels. Als sie in einer Felshöhle nächtigen, bedroht sie ein Eisbär vom Eingang des Unterschlupfs aus. Overgård vertreibt ihn mit einer Handfackel. Auf der folgenden Wanderstrecke gehen die Nahrungsvorräte zur Neige und Overgårds Finger beginnen zu erfrieren. Zudem geht es der Frau schlechter, da sich ihre Wunde entzündet hat. Unterwegs bricht Overgård auf der Schneedecke ein und stürzt in eine Höhle, wobei sein Bein eingeklemmt wird. Unter größten Schmerzen befreit er sich. Er behält eine klaffende Fleischwunde am Bein, die er notdürftig mit seinem Schal verbindet. Hinkend, frierend und über tiefen Schnee zieht er den Schlitten mit der Frau, die er zwischenzeitlich für verstorben hielt und bereits zurücklassen wollte, in Richtung seines Ziels. Als er in einigen Hundert Metern Entfernung einen gelandeten Hubschrauber mit zwei Piloten entdeckt, versucht er mit einer weiteren Handfackel und dem Abbrennen seiner Jacke auf sich aufmerksam zu machen, doch offensichtlich vergeblich, da der Hubschrauber wegfliegt. Erschöpft sinkt er zu Boden und nimmt die Hand der Frau in seine. Sekunden später und in der letzten Einstellung des Films sieht man einen Hubschrauber hinter den beiden landen.

## Produktion und Veröffentlichung
Regie führte Joe Penna, der gemeinsam mit Ryan Morrison auch das Drehbuch schrieb. Beide begannen im April 2016 mit der Arbeit. Die Dreharbeiten fanden zwei Monate lang in Island statt. Als Kameramann fungierte Tómas Örn Tómasson. Der Film wurde von der isländischen Pegasus Pictures koproduziert. Mads Mikkelsen übernahm im Film die Rolle des Piloten. Die Filmmusik komponierte Joseph Trapanese.
Der Soundtrack, der insgesamt 23 Musikstücke umfasst, wurde am 1. Februar 2019 von Sony Classical veröffentlicht.
Der Film wurde im Mai 2018 in Cannes im Rahmen der Mitternachtsaufführungen erstmals gezeigt und kam am 1. Februar 2019 in ausgewählte US-Kinos. Ende April 2019 wurde er beim Crossing Europe Film Festival in Linz vorgestellt.
Bei dem Eisbären aus dem Film handelt es sich um die Bärin Agee, die bereits in anderen Filmen wie Alaska (1996) oder The Journey Home (2014) auftrat.

## Rezeption

### Kritiken
Der Film konnte 90 Prozent der Kritiker bei Rotten Tomatoes überzeugen und erhielt hierbei eine durchschnittliche Bewertung von 7,1 der möglichen 10 Punkte.
Der Film-Dienst vergab drei von fünf möglichen Sternen und urteilte lobend: „Das Überlebensdrama entfaltet in geradliniger Manier den Kampf Mensch gegen Natur, […]. Ein starker Hauptdarsteller und eindrucksvolle Landschaftsbilder machen den Genrebeitrag zur soliden Unterhaltung.“

### Auszeichnungen
Filmfestspiele von Cannes 2018 
- Nominierung für die Caméra d’Or (Joe Penna)